# NGC 2181
NGC 2181 је расејано звездано јато у сазвежђу Златна риба које се налази на NGC листи објеката дубоког неба.
Деклинација објекта је - 65° 15' 54" а ректасцензија 6h 2m 43,7s. Привидна величина (магнитуда) објекта NGC 2181 износи 13,6 а фотографска магнитуда 13,9. NGC 2181 је још познат и под ознакама ESO 86-SC54.